# Елеонора Вілсон
Елеонора Рендольф Вілсон Макаду (16 жовтня 1889 — 5 квітня 1967) — американська письменниця та молодша дочка американського президента Вудро Вільсона та Елен Луїзи Аксон. У Вільсона було дві сестри, Маргарет Вудро Вільсон і Джессі Вудро Вілсон Сейр.

## Біографія
Елеонора народилася 16 жовтня 1889 року в родині Вудро Вільсона та Еллен Аксон Вілсон у Мідлтауні, штат Коннектикут. Вона здобула освіту в школі Святої Марії, єпископській школі-інтернаті для дівчат у Релі, Північна Кароліна.
Вона вийшла заміж за Вільяма Гіббса Макаду, міністра фінансів Вільсона, у Білому домі 7 травня 1914 року. У них було дві дочки: Еллен Вілсон Макаду (1915–1946) та Мері Фейт Макаду (1920–1988). Елеонора розлучилася з Макаду в липні 1935 року.
Оскільки вона написала біографію про свого батька, вона служила неофіційною консультанткою у біографічному фільмі «Вілсон» 1944 року. У 1965 році вона втратила працездатність після крововиливу в мозок.
Макаду померла у своєму будинку в Монтесіто, Каліфорнія, у віці 77 років. Її поховали на кладовищі Санта-Барбари, Санта-Барбара, Каліфорнія. Вона була останньою дитиною Вудро Вільсона, що вижила.

## Сім'я
- Вудро Вільсон, батько
- Еллен Аксон Вілсон, мати
- Едіт Боллінг, мачуха
- Вільям Гіббс Макаду, колишній чоловік
- Маргарет Вілсон, сестра
- Джессі Вілсон, сестра

## Публікації
- The Woodrow Wilsons by Eleanor Wilson McAdoo (McMillan, 1937)
- Julia and the White House "An American girl finds herself in the exciting yet sobering limelight of the White House" (Dodd, Mead, 1946)

## Зовнішні посилання
- Путівник по колекції Вілсона-Макаду, бл. 1859-1967 рр